# Ludwig Diestel

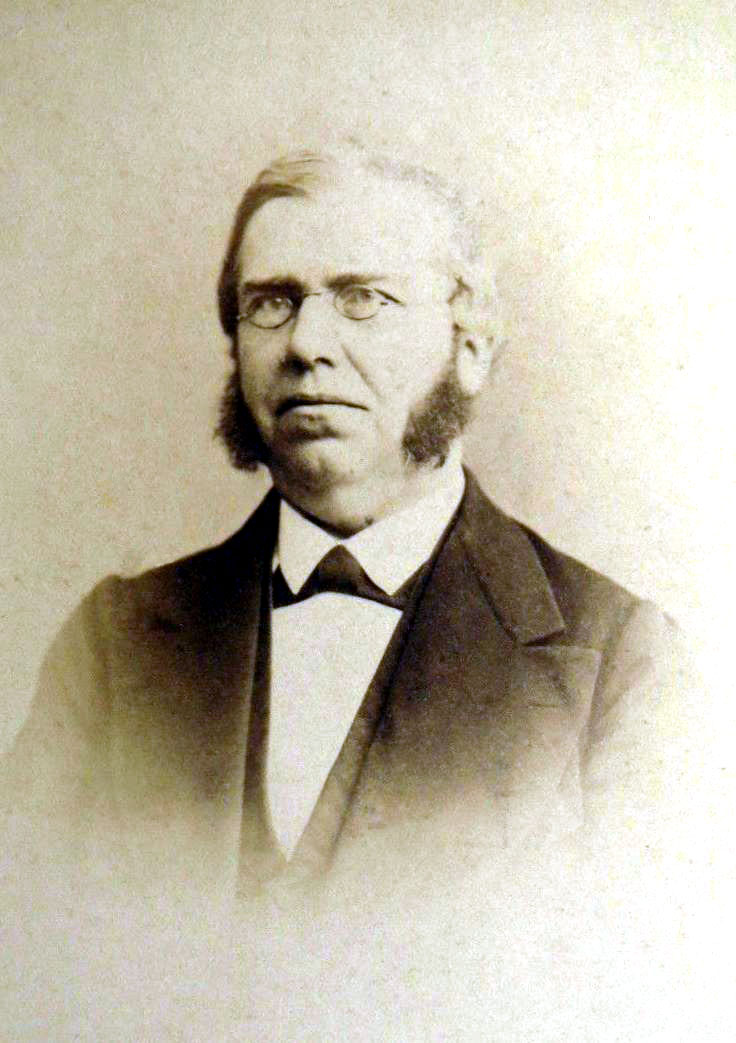
Ludwig Diestel

 Ludwig Diestel (* 28. September 1825 in Königsberg; † 15. Mai 1879 in Tübingen) war ein deutscher evangelischer Theologe und Hochschullehrer.

## Leben
Nach dem Studium der Evangelischen Theologie in Königsberg und Berlin wurde Diestel 1851 Privatdozent an der Universität Bonn und 1858 außerordentlicher Professor der Theologie daselbst. Hier schloss er enge Freundschaft mit Albrecht Ritschl. 1862 wurde er auf eine ordentliche Professur an der Universität Greifswald berufen, wechselte 1867 an die Universität Jena, wo er 1869 als Rektor amtierte, und 1872 an die Universität Tübingen, wo er mit nur 54 Jahren nach kurzer Krankheit starb.
Diestel veröffentlichte zahlreiche exegetische und religionsgeschichtliche Arbeiten, machte sich aber besonders durch seine Geschichte des Alten Testaments in der christlichen Kirche (Jena 1869) einen Namen. Es will mehr sein als eine Darstellung der Forschungsgeschichte, nämlich „eine umfassende Darstellung der Art und Weise, wie das Alte Testament innerhalb der christlichen Kirche, von Beginn an bis auf die Gegenwart, wissenschaftlich behandelt, theologisch aufgefaßt und praktisch verwertet worden ist“ (Vorrede, S. III). Als liberaler Theologe veranlasste er im Zusammenhang der Anfeindungen gegen Karl Leopold Adolf Sydow 1873 die Jenenser Erklärung  in Sachen zur Verteidigung der Lehrfreiheit.

## Familie
Seine Ehefrau war Sophie Henriette Emmy Antonie Delius (* 1844 in Versmold; † 1923 in Tübingen).
Das Ehepaar hatte je drei Töchter und Söhne. Sein Sohn Max wurde später Superintendent und Generalsuperintendent in Berlin, seine Tochter Meta war eine bekannte Sängerin.

## Werkauswahl
- Der Segen Jakob's in Genes. xlix historisch erläutert, C. A. Schwetschke & Sohn, Braunschweig, 1853
- Geschichte des Alten Testamentes in der christlichen Kirche. Maukes Verlag, Jena, 1869 (Reprint d. Originalausg. Mit einem Nachwort von Siegfried Wagner.- Leipzig: Zentralantiquariat der DDR, 1981)
- Die Sintflut und die Flutsagen des Alterthums. C. Habel 1871